# Freddy De Vilder
Freddy De Vilder (Zelzate, 1 maart 1955) is een voormalig Belgisch politicus voor sp.a. 

## Levensloop
De Vilder ging naar de middelbare school op het Koninklijk Atheneum, waar hij Latijn-Wiskunde volgde. Daarna volgde hij een opleiding maatschappelijk werk aan het Rijkinstituut in Kortrijk.
De Vilder werkte vanaf 1977 tot 1988 op de sociale dienst van het OCMW. Daarna werkte hij tot 1995 als kabinetsmedewerker van Vlaams minister van Onderwijs Luc Van den Bossche. Ondertussen was De Vilder ook zelf politiek actief. Hij was in Zelzate voorzitter van de JongSocialisten en nam er voor de BSP deel aan de gemeenteraadsverkiezingen van 1976. Hij werd meteen gemeenteraadslid in Zelzate en bleef dit tot in 1981.
Omdat hij benoemd personeelslid was bij het OCMW, verliet hij de gemeentepolitiek om van 1981 tot 1995 provincieraadslid van Oost-Vlaanderen te worden, een functie die hij van 2000 tot 2006 opnieuw uitoefende. Na de eerste rechtstreekse verkiezingen voor het Vlaams Parlement van 21 mei 1995 volgde hij begin juli 1995 Vlaams minister Luc Van den Bossche op als Vlaams Parlementslid voor het kiesarrondissement Gent-Eeklo. Hij oefende dit mandaat uit tot juni 1999. Na de verkiezingen van 13 juni 1999 verliet hij het Vlaams Parlement en werd hij tot in 2000 weer kabinetsmedewerker bij Luc Van den Bossche, op dat moment federaal minister. Ook was hij van 2002 tot 2019 directeur bij de sociale huisvestingsmaatschappij cvba Wonen.
Tevens werd hij wederom actief in de gemeentepolitiek en van 2000 tot 2006 was hij OCMW-voorzitter van Zelzate. In 2007 werd hij burgemeester van Zelzate. Bij de gemeenteraadsverkiezingen van 14 oktober 2012 behaalde zijn partij 18,2%, wat 9% minder is dan bij de vorige verkiezingen. Hierdoor kwam zijn partij uit op slechts 5 zetels, waardoor ze in de oppositie terechtkwam. Zijn opvolger was Kristof Stevelinck van Open Vld-SD, die uitkwamen op 29,2% (8 zetels). Nadat het tot een breuk kwam in de plaatselijke sp.a, ging hij in het begin van de legislatuur als onafhankelijke in de gemeenteraad zetelen. Bij de gemeenteraadsverkiezingen van 2018 kwam hij op met een aparte lijst Tezamen Zelzate, die echter niet de kiesdrempel haalde. Hierdoor verdween De Vilder uit de gemeenteraad.